# Fulqrum Games
Fulqrum Games (do 2022 1C Entertainment) – spółka tworząca grupę kapitałową, prowadzącą działalność w segmentach produkcji gier komputerowych, dystrybucji fizycznej oraz cyfrowej gier komputerowych zewnętrznych producentów, oraz specjalistycznych usług świadczonych na rzecz zewnętrznych wydawców i niezależnych studiów deweloperskich.
Najważniejsze spółki należące do grupy Fulqrum Games to Cenega – zajmująca się dystrybucją gier, produkcją i sprzedażą odzieży i gadżetów związanych z filmami i grami, Muve – świadcząca usługi cyfrowej dystrybucji gier, prowadząca sklepy internetowe z grami i gadżetami, Qloc – oferująca specjalistyczne usługi dla branży gier, takie jak usługi programistyczne, testy i lokalizacja oraz Fulqrum Publishing – wydawca i producent gier przeznaczonych na wszystkie platformy.
Do kluczowych franczyz grupy należą między innymi: Men of War, King’s Bounty, czy Il-2 Sturmovik.
Głównym akcjonariuszem Fulqrum Games jest chińska spółka Tencent. Do czerwca 2022 spółka Fulqrum Games funkcjonowała pod nazwą 1C Entertainment.